# Jouy-le-Potier
 Jouy-le-Potier  es una población y comuna francesa, situada en la región de Centro, departamento de Loiret, en el distrito de Orléans y cantón de Cléry-Saint-André.

## Demografía
| 630 | 551 | 638 | 856 | 1187 | 1325 |
| Para los censos de 1962 a 1999 la población legal corresponde a la población sin duplicidades (Fuente: INSEE [Consultar]) |     |     |     |      |      |